# Салиев, Расул Джанхуватович
Расул Джанхуватович Салиев (4 июня 1995, Каспийск, Дагестан, Россия) — российский боксёр-любитель. Чемпион России (2019), трёхкратный серебряный призёр чемпионата России (2017, 2018, 2023) в любителях. Мастер спорта России международного класса (2024).

## Биография
Родился в городе Каспийске. В детстве занимался ушу-саньда. Стал чемпионом России по ушу-саньда в возрасте 15 лет.
Студент 2 курса экономического факультета филиала ДГУ в Хасавюрте.

## Любительская карьера

### Чемпионат России по боксу 2017года
Выступал в наилегчайшей весовой категории (до 52 кг). На пути к финалу победил Нурсултана Халыкбаева, Мехди Абдурашедова и Артура Ложникова. В финале проиграл Вадиму Кудрякову.

### Чемпионат России 2018
Выступал в наилегчайшей весовой категории (до 52 кг). В полуфинале победил Вадима Кудрякова. В финале проиграл Тамиру Галанову.

### Чемпионат России 2019
В середине ноября 2019 года, на чемпионате России, который проходил в Самаре, завоевал золотую медаль в наилегчайшем весе (до 52 кг). В полуфинале взял верх над Максимом Стахеевым. В финале победил раздельным решением Василия Егорова.

## Боксёрские титулы

### Любительские
- 2017  Серебряный призёр чемпионата России в наилегчайшем весе (до 52 кг)[9].
- 2018  Серебряный призёр чемпионата России в наилегчайшем весе (до 52 кг).
- 2019  Чемпион России в наилегчайшем весе (до 52 кг)[10].
- 2023  Серебряный призёр чемпионата России в наилегчайшем весе (до 51 кг).

## Звания
- Мастер спорта России[11]